# Veduta di Arles con iris
Veduta di Arles con iris è un dipinto a olio su tela realizzato da Vincent van Gogh nel 1888. È conservato nel Van Gogh Museum.

## Storia
Vincent van Gogh si rifugiò ad Arles nel 1888, al fine di allontanarsi dalla metropoli e dai suoi rumori. Si recò nella città meridionale anche con l'intenzione di creare una piccola comunità di artisti, ma non si fermò a lungo nella cittadina di Arles in quanto, dopo una serie di ricoveri per disturbi mentali, si convinse che fosse il clima meridionale la causa del suo male. Il dipinto preso in analisi rappresenta un ricordo felice del tempo trascorso nel Sud della Francia.

## Descrizione
Lo schema prospettico del dipinto è realizzato in modo da avere un orizzonte alto e il punto di fuga a sinistra, all'esterno della tela.
Ai giaggioli violacei in primo piano fanno da contrappunto i gialli ranuncoli; in tal modo l'accostamento dei complementari esalta i valori di luminosità del dipinto. Il medesimo effetto è cercato affogando i tetti rossi delle ultime case del paese nel verde degli alberi degli orti.
Il cielo luminosissimo è dato dalla sovrapposizione del celeste del verde acqua e del violetto. Infine gli alberi in secondo piano formano un filtro vegetale tra il paese e i campi inondati di fiori. Infatti il verde delle chiome si schiarisce lentamente per assumere la stessa colorazione del cielo che, a sua volta, è richiamato dai tronchi verde acqua o celeste chiaro infissi nel giallo dei ranuncoli. La pace rappresentata dal paesaggio arlesiano fu di breve durata per l'artista, poiché a distanza di circa due anni egli sarebbe morto suicida.